# Centropogon knoxii
Centropogon knoxii är en klockväxtart som beskrevs av Thomas G. Lammers. Centropogon knoxii ingår i släktet Centropogon och familjen klockväxter. Inga underarter finns listade i Catalogue of Life.